# 加拿大河
加拿大河（也译作加拿大人河）是阿肯色河最长的支流，约1,458千米长，源于科罗拉多州，流经新墨西哥州、德克萨斯州，在奧克拉荷馬州注入阿肯色河。
有时为了区别它的一条支流北加拿大河，加拿大河也被称为“南加拿大河”。

## 词源
这条河为什么被称为 Canadian River（加拿大河）目前还不清楚。在約翰·福瑞蒙特于1845年制作的地图中这条河被标为“Goo-al-pah”。

## 图集

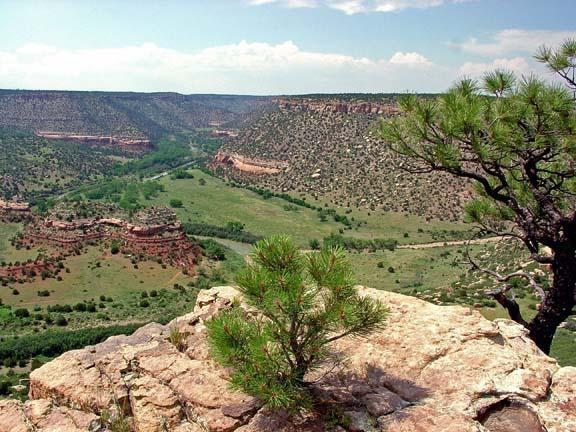
加拿大河峡谷，位于新墨西哥东部
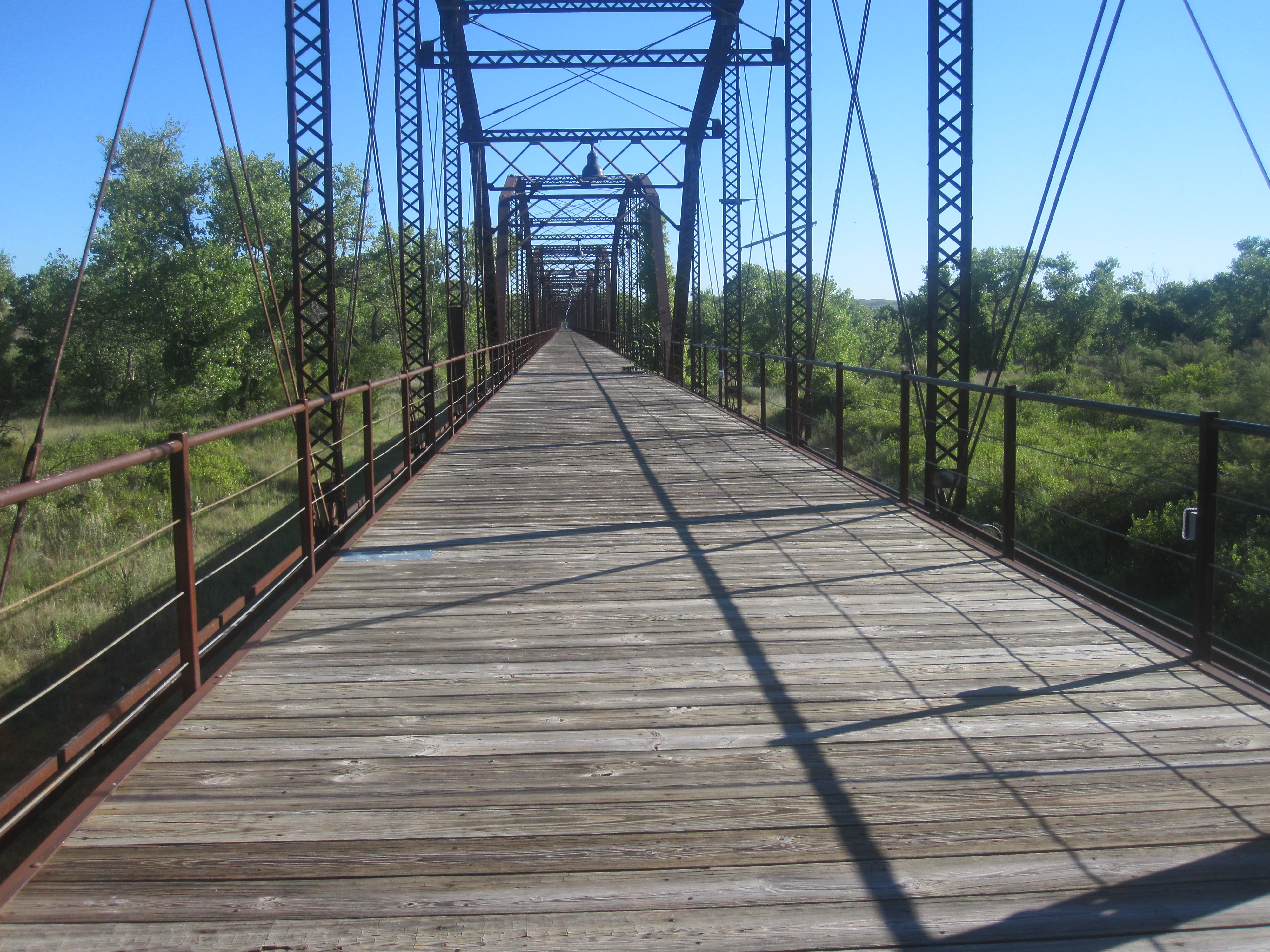
一座位于德克薩斯州漢普希爾縣的跨域加拿大河的木桥
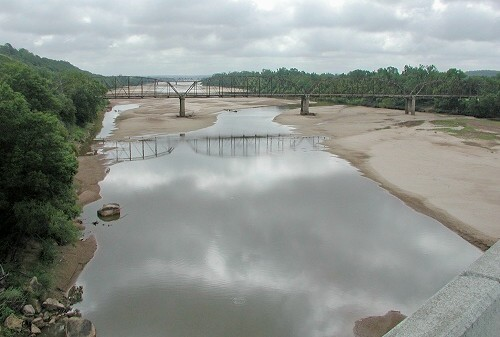
位于俄克拉何马州卡尔文的加拿大河